# Stadio Dom Manuel de Mello
Lo stadio Dom Manuel de Mello (in portoghese: Estádio  Dom Manuel de Mello) è stato uno stadio di calcio situato a Barreiro, in Portogallo. Ha ospitato le gare interne del Barreirense dal 1952 al 2007.